# Éditions Denoël
La Éditions Denoël è una casa editrice francese, fondata a Parigi nel 1930, all'inizio denominata Denoël et Steele, per la presenza dei due soci fondatori, il belga Robert Denoël (1902-1945) e l'amico statunitense Bernard Steele (1902-1979). Il nome del secondo scompare dalla ragione sociale dall'aprile 1937 (anno in cui lascia Parigi). Nel 1946, dopo la seconda guerra mondiale e l'assassinio di Denoël in circostanze misteriose, fu acquistata da Gaston Gallimard.

## Storia
Tra i suoi primi titoli Voyage au bout de la nuit (1932, Premio Renaudot) di Louis-Ferdinand Céline, Les Cloches de Bâle (1934) di Louis Aragon e Héliogabale ou l'anarchiste couronné di Antonin Artaud, Mort à crédit (1936) di Céline (il quale vi ha pubblicato anche i controversi pamphlet Bagatelles pour un massacre (1937) e L'École des cadavres (1938). Altre opere di sfida furono alcuni libri di Lucien Rebatet, come pure la rivista "Notre Combat".
Altri autori pubblicati, prima della cessione a Gallimard, furono Roger Vitrac, Elsa Triolet, Jean Genet, Nathalie Sarraute, Sigmund Freud e Otto Rank.
Dopo la morte di Denoël, la proprietà passò a Jean Voilier (1903-1996, il cui vero nome era Jeanne Loviton), avvocata che meno di un anno dopo vendette al concorrente Gallimard. Questa vendita, unita all'uccisione del suo fondatore, ha portato allo stesso tempo problemi ereditari, attenzione pubblica e polemica culturale sulla casa editrice. La vedova del fondatore, Cécile Denoël, lasciò Parigi ed è morta nel 1990.
Autori recenti che la casa editrice ha pubblicato sono Sébastien Japrisot, Pierre Magnan, Richard Morgiève, Marc Weitzmann, Nicolas Dickner, Natacha Boussaa, Jack Kerouac, Norman Mailer, Ray Bradbury, J. G. Ballard, Philip K. Dick, Carl Hiaasen, Hans Fallada, David Leavitt, Chuck Palahniuk, Élie Faure, Bruno Schulz, Malcolm Lowry, Arto Paasilinna, Alan Bennett, Vanni Santoni, Antonia Susan Byatt e Bertrand Latour. Oggi pubblica un centinaio di titoli all'anno, quasi tutti racconti e romanzi, a parte una collana di fumetti e diversi saggi o testimonianze storiche.
Dal 1999 la nuova collana di fantasy, fantascienza e fantastico "Lunes d'encre" è diretta da Gilles Dumay.
Dal 2003, la collana "Denoël Graphic", diretta da Jean-Luc Fromental esplora il confine tra narrazione e fumetto.
Dal 2006, il direttore Olivier Rubinstein ha fondato la rivista (e società di autori) "Le Meilleur des mondes", poi nel 2011 si è dimesso per andare a dirigere l'Institut français di Tel-Aviv.
Dal 2012 il nuovo direttore è Béatrice Duval, nominata da Antoine Gallimard alla successione dopo aver lavorato nelle case editrici collegate "J'ai Lu", "Fleuve Noir", "Calmann-Lévy" e "Presses de la Cité".

## Collane
- Romans français
- & d'ailleurs
- Des heures durant (titoli di autori storici della casa)
- Thrillers
- Médiations
- Impacts
- X-Trême (sulle culture alternative)
- Récits et témoignages
- Biographies
- Denoël Graphic
- Albums d'humour (con opere illustrate da Jean-Jacques Sempé, Roland Topor, Ted Benoit, Jean-Philippe Delhomme ecc.)
- Pratique
- Beaux livres (libri d'arte e di fotografia, cataloghi di mostre)
- Hors collection (fuori collana)
- Le Meilleur des mondes - Revue (dal 2006, semestrale)

## Autori italiani pubblicati
- Cristina Comencini
- Andrea De Carlo
- Natalia Ginzburg
- Lanza del Vasto
- Emilio Lussu
- Curzio Malaparte
- Vanni Santoni
- Leonardo Sciascia
- Luce d'Eramo